# Franz Anton Schönberger
Franz Anton Schönberger (* 7. Februar 1811 in Weschen, Kaisertum Österreich; † 9. März 1886 in Wien, Österreich-Ungarn) war ein österreichischer Geschäftsmann und Kaufmann.
Er ist der Vater des Geschäftsmannes und Diplomaten Richard Schönberger (1846–1921), sowie der Exportkaufmänner und Handelsrepräsentanten Hugo Schönberger (1838–1900) und Victor von Schönberger (1844–1893).

## Leben
Schönberger wurde als Sohn eines Bauern geboren. Als Inhaber des Geschäfts „Zur böhmischen Krone“ war er ein angesehener Kaufmann in der Prager Altstadt. Hierbei handelte er vor allem mit Schnitt-, Mode- und Putzwaren und gehörte vermutlich ab 1833 dem Prager Handelsgremium als Mitglied an. Nachdem er ab 1839 beeideter Schätzer der k. k. Kameralverwaltung wurde, hatte er zusätzlich seit dem Jahre 1844 eine Niederlage für Wiener Strohhüte, Regen- und Sonnenschirme neben Kommissions- und Speditionsgeschäften inne. Als Mitglied (Ersatzmann) gehörte er von 1853 bis 1867 auch der Handels- und Gewerbekammer Prag an und war unter anderem ein Ehrenmitglied des Verwaltungsrates des Prager Gremial-Krankenhauses. Ab Mitte der 1870er Jahre lebte Schönberger in Wien, wo sich in den Jahren davor bereits seine Söhne niedergelassen hatten. Sein Bruder, Franz Ferdinand Schönberger, hatte sich hier, teilweise mit der finanziellen Unterstützung Franz Anton Schönbergers, bereits im Jahre 1847 als Geschäftsmann und Mitbesitzer der Weiß-, Kurz- und Modehandlung „Zum Seidenhandschuh“ am Wiener Graben etabliert. Am 9. März 1886 verstarb Franz Anton Schönberger 75-jährig in Wien.